# Ramon Tremosa
Ramon Tremosa i Balcells, né le 30 juin 1965 à Barcelone, est un homme politique espagnol et économiste, professeur au département de la théorie économique de l'université de Barcelone. Il est chercheur au Centre d'analyse économique et politique sociale (CAEPS). Membre du Parti démocrate européen catalan (PDeCAT), il est député européen de 2009 à 2019.

## Biographie

### Jeunesse et formation
Jusqu'à l'âge de 15 ans, il vit à Sant Boi de Llobregat, où il étudie chez les salésiens avant de déménager à Barcelone dans le quartier de Racia, où il poursuit ses études salésiennes.
Licencié en économie de l'université de Barcelone en 1992, il collabore ensuite avec l'institution en tant que professeur associé en théorie économique, et en 1999, il obtient son doctorat, avec une thèse relative à l'impact de la politique monétaire sur les résultats des entreprises manufacturières catalanes (1983-1995). En 1999, il obtient également un master en analyse économique appliquée à l'université Pompeu Fabra. Depuis 2002, il est professeur titulaire du département de théorie économique appliquée de l'université de Barcelone.

### Carrière politique
Il est militant du parti Convergence démocratique de Catalogne de 1985 à 2002. Il quitte ce parti pour désaccord avec le pacte avec le Parti populaire. Il conduit également une plateforme d’économistes opposés au statut d'autonomie de la Catalogne de 2006.
Ramon Tremosa est élu député européen en 2009, comme candidat de Convergence démocratique de Catalogne, et réélu en 2014.
Dans son livre La Souveraineté nécessaire, il expose sa vision de la façon dont devrait agir le mouvement catalan auprès de l’UE : « pieds à terre, profiter de l’impulsion des nouvelles dynamiques économiques et éviter la marginalisation de tous ». Entre 2009 et 2014, il est membre de la commission affaires économiques et monétaires, ainsi que membre de la commission pour le transport du Parlement européen. Il est le rapporteur du Parlement européen de la nouvelle supervision financière européenne en 2010, du rapport sur la Banque centrale européenne en 2011 et du rapport sur la politique de concurrence de l’UE en 2012. Il participe activement aux discussions sur le projet ferroviaire du couloir méditerranéen dans le cadre de la révision de la directive européenne relative aux espaces ferroviaires uniques européens. Par ailleurs, il suit activement les discussions sur la réforme de la politique agricole commune.

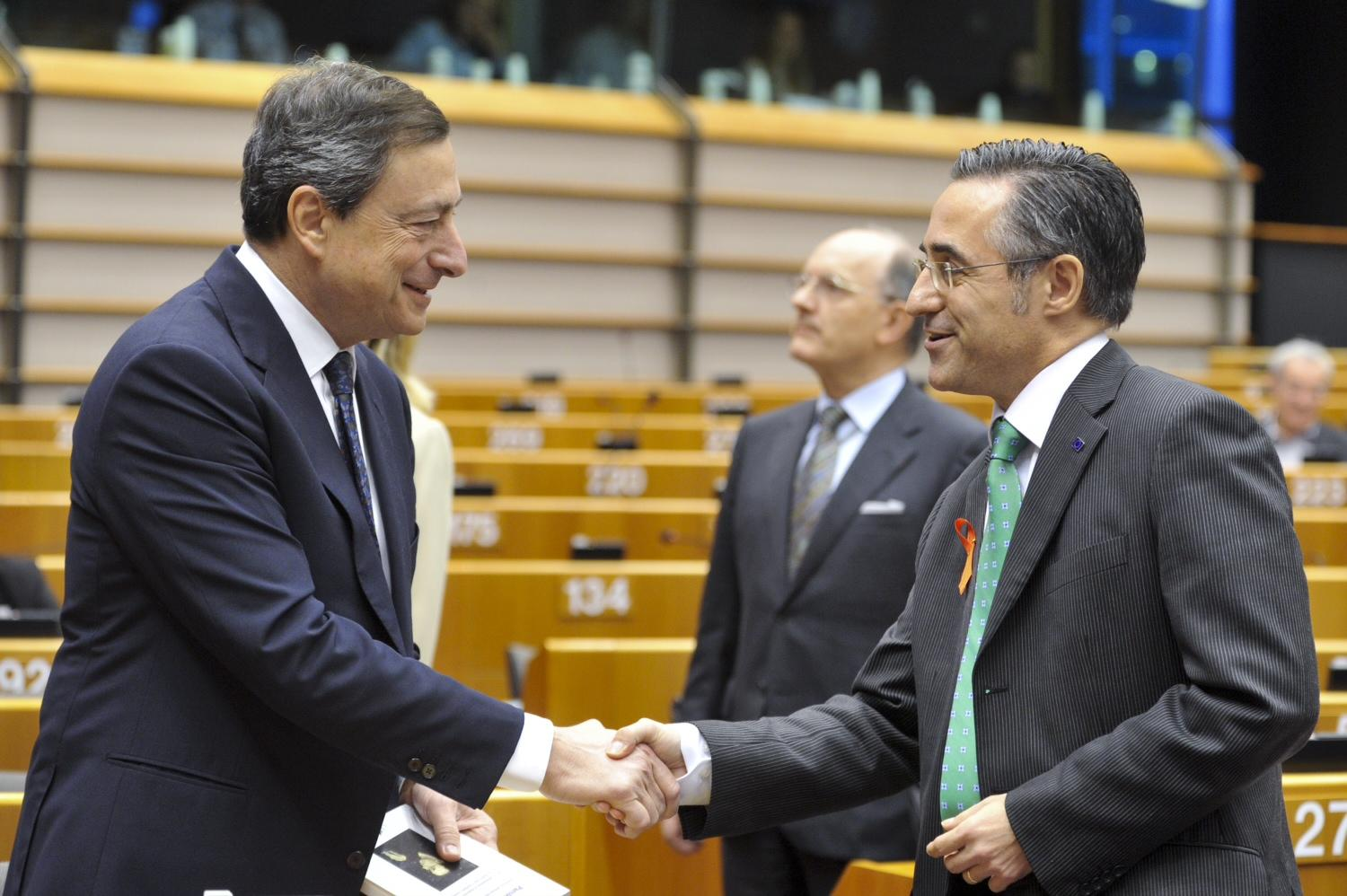
Ramon Tremosa en tant que rapporteur pour le rapport de la BCE avec le Président Mario Draghi, décembre 2011.

Au cours de son second mandat, il est membre de la Commission affaires économiques et monétaire, ainsi que de la Commission pour le commerce international. Par ailleurs, il est membre des délégations du PE pour les relations avec les États-Unis et Israël.
Avec l’ancien député européen Raül Romeva du parti Initiative pour la Catalogne Verts, Tremosa a été l'un des plus engagés dans la défense de la langue catalane et de la Catalogne au sein de l'Union européenne, informant ses interlocuteurs et préparant les mentalités européennes à une éventuelle indépendance de la Catalogne.
Le 3 septembre 2020, il est nommé conseiller aux Entreprises et à la Connaissance dans le gouvernement catalan dirigé par Quim Torra, en remplacement d'Àngels Chacón.

## Ouvrages
- Compétitivité de l'économie catalane à l'horizon 2010 : Les Effets macroéconomiques du déficit budgétaire avec l'État espagnol (2003)
- Les Politiques publiques : Une Vision renouvelée (2004)
- L'espoli fiscal. Una asfíxia premeditada (2004)
- Le Statut de la Catalogne, Vérité contre les mensonges (2005)
- Statut d'autonomie de la Catalogne, Aéroports et ports centralisés (2006)
- Catalogne sera logistique ou ne le sera pas (2007)
- Catalogne, Pays émergent (2008)
- Catalogne, une économie émergente (2010)
- Laissez voter la Catalogne (2015)
- Cinquante sont cinquante (2015)